# Gogolin
Gogolin este un oraș în Polonia.